# Mikroglej
Mikroglej (ang. microglia, third element) – komórki nieneuronalne centralnego układu nerwowego, tkankowo specyficzne, rezydentne makrofagi kontrolujące homeostazę i biorące udział w odpowiedzi immunologicznej.

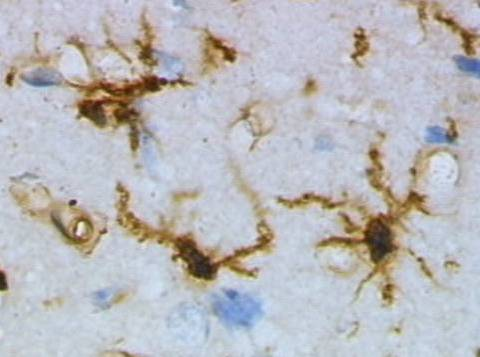
Komórki mikrogleju – forma spoczynkowa lub wczesna faza aktywacji – kora mózgowa szczura barwiona lektynami (kolor brązowy); jądra komórkowe podbarwione hematoksyliną (kolor niebieski)

## Historia
Pierwszymi poważnymi badaniami nad opisem gleju zajął się Santiago Ramon y Cajal (1852–1934) który scharakteryzował trzy podstawowe rodzaje komórek glejowych. Doniósł on o obecności komórek o kształcie gwieździstym – nieświadom tego że są to astrocyty, komórek włóknistych z licznymi wypustkami i komórek protoplazmatycznych występujących licznie w istocie szarej. Jak się okazało później jest to mikroglej. Niezależnie odkryty przez Nissla i Robertsona, dokładniejszy opis zyskał jednak dzięki uczniowi Cajala, Pío del Río-Hortedze (1882–1945). W wyniku barwienia solami srebra Hortega wyróżnił specyficzny rodzaj komórek zawierających jądro o wyraźnie wydłużonym kształcie. Scharakteryzowane przez niego komórki mikrogleju zyskały od tej pory miana komórek Hortegi. Następny „krok milowy” w badaniach nad mikroglejem należał znów do Hortegi, który opisywał rolę odkrytego mikrogleju w patologii centralnego układu nerwowego. W późniejszych latach, w wyniku zidentyfikowania komórkowo specyficznych markerów narastały kontrowersje wokół rozwoju embrionalnego jak i pochodzenia mikrogleju. Te i inne wątpliwości rozwiały zaawansowane badania w latach 80. z użyciem markerów lektynowych oraz rozwiniętych technik immunocytochemicznych.

## Pochodzenie
Na temat pochodzenia mikrogleju prowadzono już wiele debat, na podstawie których nawet obecnie trudno jednoznacznie określić rodowód tych komórek. Zdania są podzielone i część badaczy stoi na stanowisku, że źródłem mikrogleju są komórki linii monocytarnej, a więc prekursorów dopatrują się w mezodermie. Dowodem popierającym mezodermalną tezę są badania prowadzone przez Ling (Ling i in. 1980) polegające na znakowaniu monocytów z krwi obwodowej noworodków koloidalnym węglem i późniejszym lokalizowaniu ich w tkance nerwowej mózgu. Niepodważalnym dowodem jest również fakt, że komórki mikrogleju posiadają na swojej powierzchni markery F4/80, Mac-1, ED1, lektyny (GSA I-B4) typowe dla monocytów i makrofagów oraz receptory na Fc,CR3 (Perry i in. 1985). Faktem potwierdzającym założenie mezodermalnej teorii jest również obecność w cytoplazmie mikrogleju elementów lysozymu, oraz takich enzymów jak niespecyficzna esteraza czy peroksydaza. 
Zgodnie z mezodermalną teorią pochodzenia komórek mikrogleju monocyty infiltrują parenchymę mózgu we wczesnych okresach życia embrionalnego jako mikroglej amebowaty. Zaznaczyć trzeba że napływ mikrogleju do mózgu jest dodatnio skorelowany z rozwojem unaczynienia tkanki nerwowej co również przemawia za mezodermalnym źródłem mikrogleju (Perry i in. 1985, Miyake i in. 1984, Hurley i in. 1996). Opuszczenie naczyń krwionośnych przez te komórki jest możliwe gdyż bariera krew-mózg tworzona w tym czasie przez astrocyty nie jest jeszcze dokładnie zamknięta w tym stadium życia organizmu. Po przeniknięciu dochodzi do transformacji mikrogleju amebowatego w mikroglej spoczynkowy charakteryzujący się obkurczoną częścią cytoplazmatyczna oraz licznymi rozgałęzieniami (Boya i in. 1991, Fedoroff i in. 1995).
Jako alternatywne źródło mikrogleju podaje się neuroektodermę, z której wywodzą się glioblasty będące prekursorami astrocytów i oligodendrocytów (Fujita i in. 1975,1980). Jednym z dowodów popierających teorię ektodermalnego pochodzenia mikrogleju jest fakt, że mikroglej, jak i komórki progenitorowe 0-2A, z których mogą się rozwinąć oligodendrocyty oraz astrocyty typu drugiego, posiadają jednakowe właściwości histochemiczne. Poza tym zidentyfikowano homologiczne epitopy powierzchniowe zlokalizowane na astrocytach, jak i na mikrogleju, a rozpoznawane przez przeciwciała monoklonalne LN-1 (Dickson i in. 1989). 
Zgodnie z neuroektodermalną teorią o pochodzeniu mikrogleju zakłada się, że mikroglej wykształcił się jako samodzielna linia z puli komórek macierzystych neurogleju. Faktem przemawiającym za tą teorią jest to, że glioblasty ze strefy okołokomorowej wykształconej z cewki nerwowej są prekursorami komórek Hortegi. Znaczyłoby to że oligodendrocyty, astrocyty i mikroglej są grupami siostrzanymi pochodzącymi z tej samej linii multipotencjalnych komórek neuroektodermalnych (Fujita i in. 1975,1980).
Ze względu na brak jednoznacznych i niepodważalnych faktów przemawiających za jedną z opcji pochodzenia mikrogleju proponowane jest alternatywne heterogeniczne jest źródło (De Groot i in.). Według tego założenia część mikrogleju zasiedlającego tkankę nerwową jest pochodzenia mezodermalnego, a część neuroektodermalnego. 
Bez względu na pochodzenie mikrogleju, przyjmuje on w mózgu formy i funkcje charakterystyczne tylko dla tego rodzaju komórek gleju w dużym stopniu zależne od stanu fizjologicznego tkanki.

## Funkcja mikrogleju
Mikroglej stanowiący około 5-20% populacji komórek nieneuronalnych w mózgu występuje w warunkach normalnych w formie spoczynkowej. Główne funkcje fizjologiczne mikrogleju sprowadzają się do monitorowania mikrośrodowiska tkanki, usuwania umierających neuronów i reakcji w wyniku stwierdzenia obecności obcego antygenu (Nakajima i in. 1993). W formie nieaktywnej mikroglej posiada liczne i długie rozgałęzienia części cytoplazmatycznej komórki. Ta specyficzna struktura prawdopodobnie ułatwia potencjalną reakcję tych komórek jako specyficznego dla tkanki nerwowej elementu układu immunologicznego. 
Charakterystyczna transformacja mikrogleju z formy spoczynkowej do aktywowanej została poznana i opisana przez Rio Hortege prawie wiek temu. W wyniku aktywacji dochodzi do przemian morfologicznych którym towarzyszy: zwiększenie rozmiaru ciała komórki oraz obkurczenie rozgałęzień. Na poziomie molekularnym dochodzi do ekspresji białek adhezyjnych, reorganizacji cytoszkieletu oraz ekspresja elementów kompleksu zgodności tkankowej MHC typu I jak i II (Perry i in. 1987, 1989, Aloisi i in. 2000).
Zaobserwowano, że aktywowanie mikrogleju może odgrywać rolę w ciężkich postaciach zaburzeń psychiatrycznych.

## Mikroglej w uszkodzonej tkance nerwowej
W wyniku uszkodzenia tkanki nerwowej dochodzi w mózgu do odpowiedzi komórkowej i chemicznej otaczających komórek które to reakcje są efektem fizycznego naruszenia integralności tkanki nerwowej, jak i zmian w lokalnym mikrośrodowisku np. zmiany homeostazy jonowej. Jednocześnie z uszkodzeniem uruchamianych jest wiele procesów mających na celu doprowadzić z jednej strony do ochrony przed czynnikami uszkadzającymi z drugiej do naprawy powstałych zniszczeń tkanki (Berkenbosch i in. 1992). 
Odpowiedzi komórkowej na czynnik uszkadzający w większości przypadków towarzyszy: proliferacja i migracja komórek mikrogleju i astrocytów, produkcja cytokin prozapalnych, funkcjonalne zmiany w śródbłonku naczyń krwionośnych oraz rekrutacja z krwiobiegu komórek układu immunologicznego w obręb uszkodzonej tkanki (Dong i in. 2001, Aloisi i in. 2001). W uszkodzonych neuronach dochodzi do ekspresji wczesnych genów odpowiedzialnych za stymulację i aktywowanie astrocytów i mikrogleju (Neumann i in. 2001, Raivich i in. 1999). A poprzez przerwaną ciągłość bariery krew-mózg aktywowane zostają monocyty z krwi obwodowej które na wzór mikrogleju ulegają następnie transformacji morfologicznej (Fujita i in. 1998, Leong i in. 1992, Maxwell i in. 1990). 
Aktywacja mikrogleju jaką wywołuje uszkodzenie tkanki związana jest ze wzrostem poziomu czynników o funkcji immunologicznej. W okresie tym może dojść do indukcji ekspresji szerokiej rzeszy receptorów powierzchniowych które przyspieszają odpowiedź immunologiczną. Pośród nich są receptory biorące udział w rozpoznawaniu cząsteczek związanych z patogenem, receptory komplementu (np. CR1, CR3, CR4), receptory cytokin (np. TNFRI, TNFRII, IL-1RI, IL-12R) oraz chemokin (np. CCR2, CCR3, CXCR4, CX3CR1) jak i receptory ułatwiające interakcje z układem immunologicznym jak np. z limfocytami T czy immunoglobulinami (np. Fc RI, RII, RIII) (Aloisi i in. 2001, Perry i in. 1992, Nakajima i in. 1993).
W wyniku uszkodzenia CNS napływowe monocyty oraz mikroglej zaczynają produkować również wiele związków prozapalnych takich jak cytokiny (IL-1,TNFα, IL-6, IL-12, IL-15, IL –18), chemokiny (IL-8, fraktalkina, IP-10, MIP-1α, MIP-1β, MCP-1, RANTES, MDC) oraz związki cytotoksyczne (iNOS, wolne rodniki tlenowe i azotowe) i prostanoidy (PGD2, PGE2, tromboksan B2) Aloisi i in. 2001). Rezultatem tego działania jest wzmożony napływ elementów krwiopochodnych z krwi obwodowej takich jak kolejna fala monocytów i makrofagów oraz limfocytów T i B, czy neutrofile. W pierwszej fazie odpowiedzi immunologicznej inicjowanej przez takie cytokiny jak IL-1, IL-6 czy TNF dochodzi do synergicznej reakcji monocytów, makrofagów oraz mikrogleju. Fakt ten wskazuje na współzależność tych komórek w efekcie uszkodzenia tkanki nerwowej. 
Zwiększona proliferacja, migracja a przede wszystkim silna fagocytoza to cechy mikrogleju oraz makrofagów sprzyjające naprawie uszkodzonych części tkanki. Wzmożona proliferacja mikroleju w obrębie uszkodzenia jest efektem interakcji z uszkodzonymi neuronami jak również wynikiem skomplikowanych oddziaływań ze strony astrocytów oraz autostymulacji mikrogleju (Aloisi i in. 2001, Neumann i in. 2001, Dong i in. 2001). W wyniku kontaktu z uszkodzonym neuronem lub degenerującym połączeniem neuronalnym mikroglej wykazuje zdolność do transformacji w fagocyta – makrofaga mającego za cel usunięcie pozostałości z miejsca uszkodzenia tkanki nerwowej. 

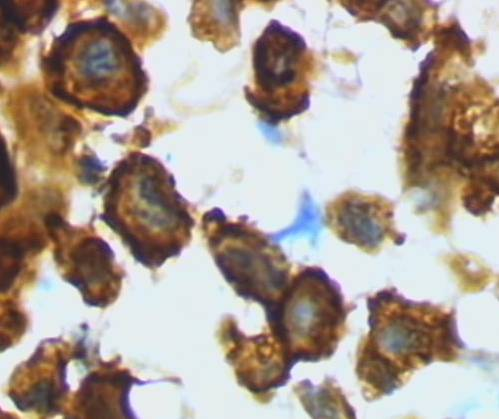
Makrofagi napływowe z krwi obwodowej lub w pełni aktywowane formy mikrogleju; barwienie lektynami (kolor brązowy)

Właściwością aktywowanego mikrogleju służącą precyzyjnemu przeciwdziałaniu przyczynom oraz skutkom uszkodzenia mózgu jest zdolność tych komórek do transformacji w komórki prezentujące antygen (APC). Elementem kluczowym w pełnieniu tej funkcji przez komórkę mikrogleju jest zdolność do produkcji przez nią cząsteczki powierzchniowej CD40 oraz ekspresji elementów kompleksu zgodności tkankowej MHC typu I jak i II. Systemy oddziaływań CD40 – CD40L, MHC-II – TCR uważane są za kluczowe elementy w rozwoju odpowiedzi immunologicznej. Interakcje te mogą doprowadzić do rozwoju i różnicowania się aktywowanych limfocytów B czy też do pełnej aktywacji limfocytów T poprzez ekspresję cząsteczek stymulujących co ma miejsce w przypadku MS i EAE (Perry i in. 1987, 1989, Aloisi i in. 2000,2001). 
W rezultacie odpowiedzi immunologicznej ze strony aktywowanego mikrogleju dochodzi z jednej strony do indukcji kaskady procesów naprawczych w obrębie uszkodzenie tkanki nerwowej. Z drugiej jednak strony procesowi naprawy towarzyszy wtórne uszkodzenie tkanki nerwowej a szczególnie neuronów co jest efektem nadmiernej produkcji cytokin prozapalnych (np. TNFα) produkowanych przez aktywowany mikroglej. Czynnikiem cytotoksycznym jest również produkcja wolnych rodników tlenowych jak i azotowych przez fagocyty usuwające pozostałości pierwotnego uszkodzenia.